# Mischocyttarus nomurae
Mischocyttarus nomurae är en getingart som beskrevs av Richards 1978. Mischocyttarus nomurae ingår i släktet Mischocyttarus och familjen getingar. Inga underarter finns listade i Catalogue of Life.